# Lycaena latomarginata
Lycaena latomarginata är en fjärilsart som beskrevs av Tutt 1907. Lycaena latomarginata ingår i släktet Lycaena och familjen juvelvingar. Inga underarter finns listade i Catalogue of Life.